# Торпедо (Усть-Каменогорськ) у сезоні 1990—1991
Сезон 1990/1991 став третім для хокейного клубу «Торпедо» (Усть-Каменогорськ) у вищій лізі.

## Чемпіонат
Турнірна таблиця після першого етапу:
| М  | Команда                       | І  | В  | Н | П  | Ш      | О  |
| -- | ----------------------------- | -- | -- | - | -- | ------ | -- |
| 1  | ЦСКА (Москва)                 | 28 | 17 | 8 | 3  | 110-67 | 42 |
| 2  | «Спартак» (Москва)            | 28 | 18 | 5 | 5  | 93-51  | 41 |
| 3  | «Динамо» (Москва)             | 28 | 19 | 3 | 6  | 116-63 | 41 |
| 4  | «Крила Рад» (Москва)          | 28 | 17 | 3 | 8  | 103-78 | 37 |
| 5  | «Хімік» (Воскресенськ)        | 28 | 15 | 5 | 8  | 103-78 | 35 |
| 6  | «Динамо» (Рига)               | 28 | 14 | 3 | 11 | 112-80 | 31 |
| 7  | «Торпедо» (Ярославль)         | 28 | 13 | 4 | 11 | 83-80  | 30 |
| 8  | «Сокіл» Київ                  | 28 | 11 | 7 | 10 | 95-85  | 29 |
| 9  | «Торпедо» (Нижній Новгород)   | 28 | 11 | 6 | 11 | 81-93  | 28 |
| 10 | «Торпедо» (Усть-Каменогорськ) | 28 | 10 | 6 | 12 | 78-97  | 26 |
| 11 | «Автомобіліст» (Свердловськ)  | 28 | 9  | 5 | 14 | 74-103 | 23 |
| 12 | «Трактор» (Челябінськ)        | 28 | 9  | 3 | 16 | 68-81  | 21 |
| 13 | «Ітіль» (Казань)              | 28 | 3  | 7 | 18 | 54-95  | 13 |
| 14 | СКА (Ленінград)               | 28 | 3  | 6 | 19 | 72-125 | 12 |
| 15 | «Динамо» (Мінськ)             | 28 | 3  | 5 | 20 | 58-108 | 11 |

Турнірна таблиця після другого етапу:
| М  | Команда                       | І  | В  | Н  | П  | Ш       | О  |
| -- | ----------------------------- | -- | -- | -- | -- | ------- | -- |
|    | «Динамо» (Москва)             | 46 | 30 | 8  | 8  | 186-99  | 68 |
|    | «Спартак» (Москва)            | 46 | 27 | 8  | 11 | 163-106 | 62 |
|    | «Крила Рад» (Москва)          | 46 | 28 | 5  | 13 | 170-124 | 61 |
| 4  | ЦСКА (Москва)                 | 46 | 24 | 13 | 9  | 168-117 | 61 |
| 5  | «Динамо» (Рига)               | 46 | 25 | 5  | 16 | 187-138 | 55 |
| 6  | «Хімік» (Воскресенськ)        | 46 | 22 | 9  | 15 | 146-147 | 53 |
| 7  | «Торпедо» (Ярославль)         | 46 | 17 | 10 | 19 | 131-139 | 44 |
| 8  | «Сокіл» (Київ)                | 46 | 15 | 13 | 18 | 151-149 | 43 |
| 9  | «Торпедо» (Усть-Каменогорськ) | 46 | 14 | 10 | 22 | 130-183 | 38 |
| 10 | «Торпедо» (Нижній Новгород)   | 46 | 14 | 7  | 25 | 115-160 | 35 |

## Статистика гравців
| Бородулін Володимир Ілліч                                   | 43 |    |    |    |    |
| Шимін Олександр Миколайович                                 | 14 |    |    |    |    |
| Захисники                                                   |    |    |    |    |    |
| Земляной Ігор Степанович                                    | 41 | 4  | 3  | 7  | 16 |
| Туніков Вадим Гаврилович                                    | 46 | 4  | 3  | 7  | 53 |
| Федорченко Віктор Ілліч                                     | 44 | 2  | 3  | 5  | 26 |
| Медведєв Ігор Євгенович                                     | 46 | 2  | 3  | 5  | 44 |
| Енгель Олександр                                            | 26 | 2  | 2  | 4  | 12 |
| Соколов Андрій Павлович                                     | 33 | 3  | 0  | 3  | 56 |
| Кисліцин Сергій Анатолійович                                | 42 | 1  | 1  | 2  | 13 |
| Нікітін Ігор Валерійович                                    | 13 | 1  | 0  | 1  | 4  |
| Поліщук Олександр Дмитрович                                 | 17 | 0  | 1  | 1  | 6  |
| Коваленко Олег Євгенович                                    | 2  | 0  | 0  | 0  | 0  |
| Єремеєв Павло Анатолійович                                  | 4  | 0  | 0  | 0  | 0  |
| Горєв Сергій Володимирович                                  | 6  | 0  | 0  | 0  | 4  |
| Трощинський Олексій Борисович                               | 16 | 0  | 0  | 0  | 4  |
| Нападники                                                   |    |    |    |    |    |
| Дорохін Ігор Львович                                        | 45 | 16 | 10 | 26 | 52 |
| Шафранов Костянтин Віталійович                              | 40 | 16 | 6  | 22 | 32 |
| Беляєвський Ігор Костянтинович                              | 46 | 12 | 9  | 21 | 14 |
| Корешков Олександр Геннадійович                             | 39 | 13 | 3  | 16 | 8  |
| Соловйов Андрій Михайлович                                  | 43 | 10 | 6  | 16 | 28 |
| Фукс Борис Федорович                                        | 33 | 8  | 7  | 15 | 6  |
| Каменцев Павло Геннадійович                                 | 44 | 6  | 9  | 15 | 18 |
| Фукс Андрій Федорович                                       | 33 | 5  | 7  | 12 | 10 |
| Райський Андрій Олександрович                               | 41 | 6  | 5  | 11 | 46 |
| Бородулін Михайло Ілліч                                     | 44 | 6  | 4  | 10 | 75 |
| Каратаєв Юрій Іванович                                      | 31 | 3  | 2  | 5  | 32 |
| Бєлкін Сергій Володимирович                                 | 33 | 3  | 2  | 5  | 8  |
| Стодаренко Костянтин Григорович                             | 30 | 2  | 3  | 5  | 4  |
| Ніколаєв Ігор Юрійович                                      | 26 | 1  | 4  | 5  | 10 |
| Цуканов Павло Дмитрович                                     | 4  | 2  | 2  | 4  | 0  |
| Самохвалов Андрій Вікторович                                | 2  | 1  | 1  | 2  | 0  |
| Антипов Сергій Анатолійович                                 | 5  | 1  | 1  | 2  | 4  |
| Жуков Олексій                                               | 11 | 0  | 1  | 1  | 0  |
| Мухаметов Мурат Муктасимович                                | 1  | 0  | 0  | 0  | 0  |
| Циба Андрій Володимирович                                   | 1  | 0  | 0  | 0  | 0  |
| Старший тренер: Гольц Володимир Миколайович                 |    |    |    |    |    |
| Тренери: Кириченко Валерій Павлович, Домрачов Олег Павлович |    |    |    |    |    |

## Молодіжна команда
На попередньому етапі «торпедівці» зайняти друге місце у п'ятій групі і разом з новокузнецьким «Металургом» потрапили до фіналу чемпіонату СРСР (1972-1973 р.н.). Цього сезону вирішальні матчі проходили за кубковою схемою. У чвертьфіналі усть-каменогорці поступилися СКА-ШВСМ (Свердловськ).

## Юніорська команда
На попередньому етапі «торпедівці» стали переможцями Східної групи. Найсильніша команда Західної групи - «Ітіль» (Казань). У фіналі першості СРСР (1974 р.н.) змагалися збірні республік і регіонів. Команда Ленінграда не приїхала на турнір. Остаточна турнірна таблиця виглядає наступним чином:
1. Казахстан
2. Україна
3. Білорусія
4. Південний Урал
5. Москва
6. Татарстан
7. Латвія

Кращі гравці турніру: воротар Костянтин Сімчук, захисник Сергій Гончар (Південний Урал), нападник Богдан Савенко (Україна). Кращий бомбардир: Олексій Ложкін (Білорусія).
На попередньому етапі за «Торпедо» витупали: Д. Алтунін, Павло Безсонов, Євген Набоков; Олександр Харитонов, Андрій Циба, Сергій Антипов, Олексій Запорожець, Євген Кузьмін, Ігор Кравець, Володимир Бережних, Валерій Обухов, Олександр Мозговий, Павло Єремєєв, В'ячеслав Федоров, Олександр Рожнєв, Володимир Зав'ялов, Анатолій Філатов, Олег Коваленко, Дмитро Воїнський, Віталій Трегубов, Андрій Самохвалов, Сергій Лаврентьєв, Максим Шаров, Євген Крутов, Д. Глухих, Олександр Гасніков, Андрій Пручковський, Сергій Задорожний.
Тренер Володимир Копцов.